# Anserville
Anserville – miejscowość i dawna gmina we Francji, w regionie Hauts-de-France, w departamencie Oise. W 2013 roku jej populacja wynosiła 431 mieszkańców. 
1 stycznia 2016 roku połączono 3 wcześniejsze gminy: Anserville, Bornel oraz Fosseuse. Siedzibą gminy została miejscowość Bornel. Początkowo nowa gmina miała nosić nazwę Anserville-Bornel-Fosseuse. Później jednak zdecydowano się, że będzie się nazywać Bornel. 